# Bompalli, Bidar
Bompalli là một làng thuộc tehsil Bidar, huyện Bidar, bang Karnataka, Ấn Độ.